# برايان دان
برايان دان (بالإنجليزية: Brian Dunn)‏ هو لاعب كرة مضرب أمريكي، ولد في 5 أبريل 1974 في تامبا في الولايات المتحدة.

## وصلات خارجية
- برايان دان على موقع رابطة محترفي التنس (الإنجليزية)
- برايان دان على موقع الاتحاد الدولي لكرة المضرب (الإنجليزية)
- برايان دان على موقع خلاصة التنس.كوم (الإنجليزية)